# Bright Star katalog
Bright Star Catalogue (také známý jako Yale Bright Star Catalogue nebo YBS) je astronomický katalog, který obsahuje všechny hvězdy jasnější než 6,5 magnitudy. Tento katalog zahrnuje přibližně všechny hvězdy viditelné pouhým okem ze Země. Obsahuje 9110 objektů, z toho 9095 hvězd, 11 nov nebo supernov a čtyři nehvězdné objekty, například kulové hvězdokupy nebo otevřené hvězdokupy.

## Historie
První předchůdce Bright Star Catalogue byl Harvard Photometry, publikovaný v roce 1884 Harvard College Observatory pod vedením Edwarda Charlese Pickeringa. Tento katalog obsahoval přibližně 4000 hvězd. V roce 1908 byl vydán Revised Harvard Photometry, který zahrnoval hvězdy do 6,5 magnitudy z obou hemisfér.
V roce 1930 publikoval astronom Frank Schlesinger z Yaleovy univerzity první vydání Bright Star Catalogue. Od té doby katalog prošel několika aktualizacemi a rozšířeními. Poslední tištěné vydání vyšlo v roce 1982 a bylo doplněno dodatkem v roce 1983, který obsahoval dalších 2603 hvězd jasnějších než 7,1 magnitudy. Od roku 1991 je katalog k dispozici pouze online.

## Obsah
Bright Star Catalogue zahrnuje:
- 9095 hvězd jasnějších než 6,5 magnitudy,
- 11 objektů, které byly považovány za hvězdy pouze v době jejich maximální jasnosti (např. novy a supernovy),
- 4 nehvězdné objekty, například 47 Tucanae (kulová hvězdokupa) nebo Messier 67 (otevřená hvězdokupa).

Každý objekt v katalogu je označen zkratkou HR (Harvard Revised) následovanou číslem, aby byla zachována kontinuita s předchozím katalogem Harvard Revised Photometry. Tento systém se používá i u nejnovějších vydání.

## Vydání
- Revised Harvard Photometry (1908)
- 1. vydání: Catalogue of Bright Stars (1930)
- 2. vydání: Catalogue of Bright Stars (1940)
- 3. vydání: Catalogue of Bright Stars (1964)
- 4. vydání: The Bright Star Catalogue (1982), doplněné dodatkem v roce 1983
- 5. vydání: The Bright Star Catalogue (1991), dostupné pouze online